# Reykhólar
Reykhólar é uma localidade na Islândia. Em 2018 tinha uma população de cerca de 130 habitantes.